# Yvoire
Yvoire is een gemeente in het Franse departement Haute-Savoie (regio Auvergne-Rhône-Alpes) en telt 925 inwoners (2014). De plaats maakt deel uit van het arrondissement Thonon-les-Bains. Yvoire is lid van Les Plus Beaux Villages de France.

## Geografie
De gemeente ligt aan de zuidelijke, Franse oever van het Meer van Genève. De oppervlakte van Yvoire bedraagt 3,1 km², de bevolkingsdichtheid is 206,1 inwoners per km².

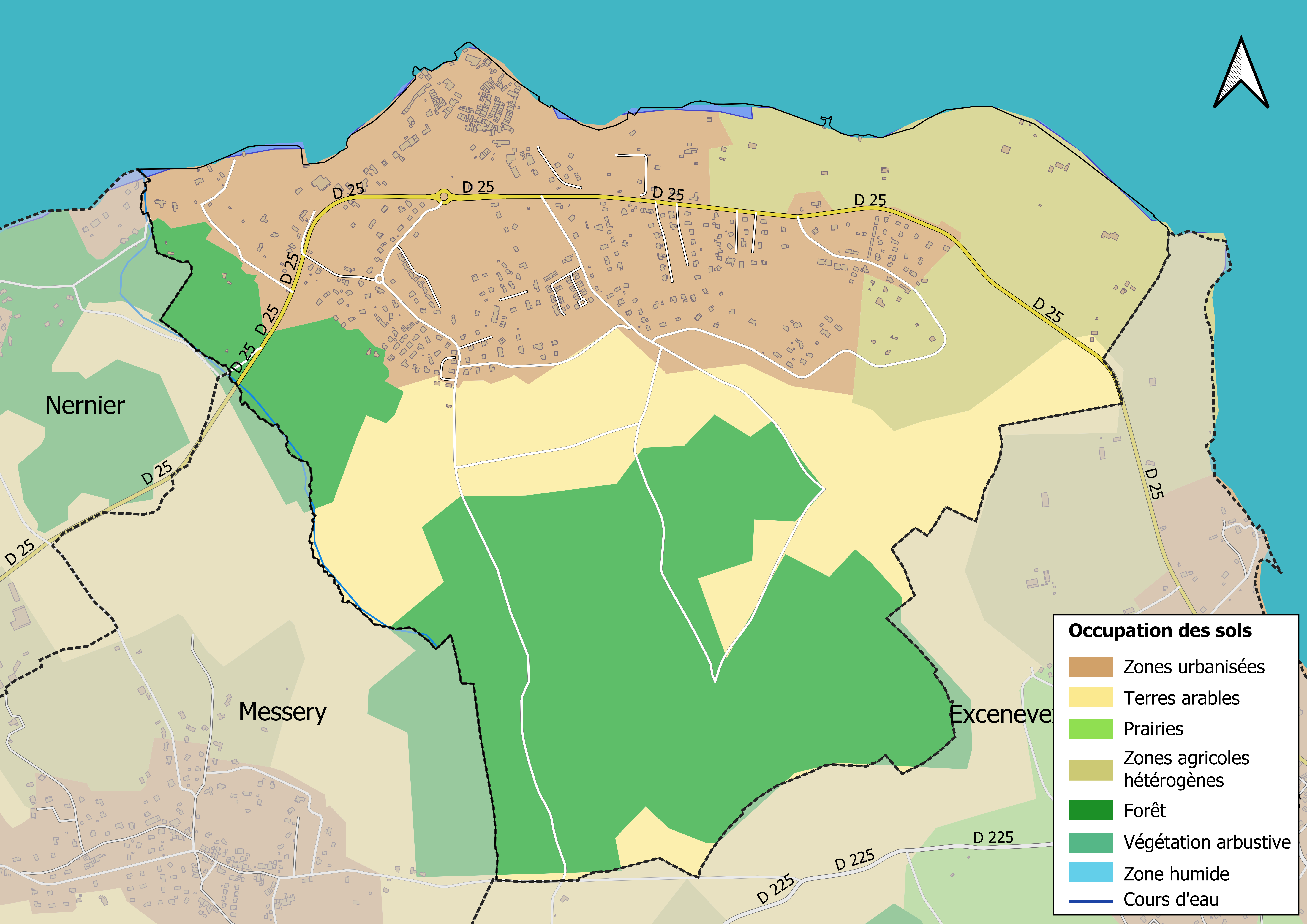
Kaart van de gemeente met de belangrijkste infrastructuur, bodemgebruik en omliggende gemeenten

## Demografie
Onderstaande figuur toont het verloop van het inwonertal (bron: INSEE-tellingen).

## Afbeeldingen

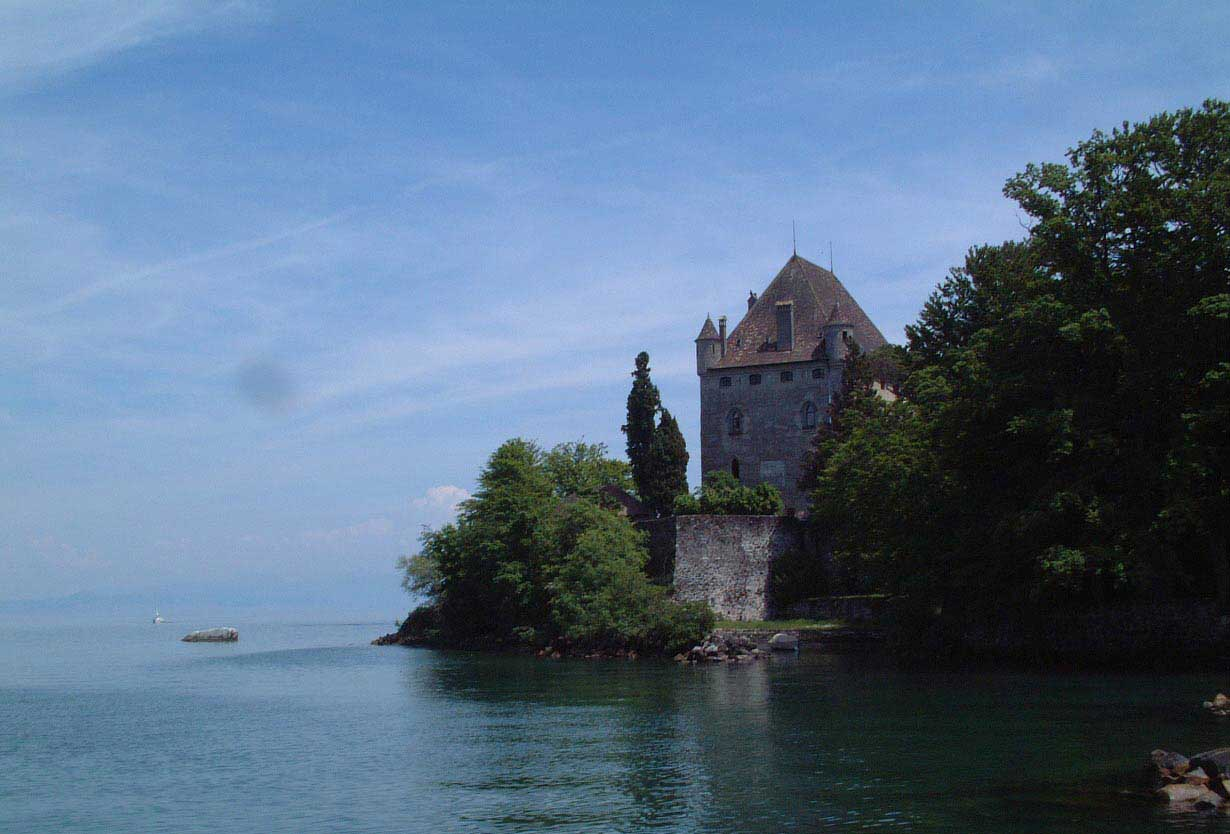
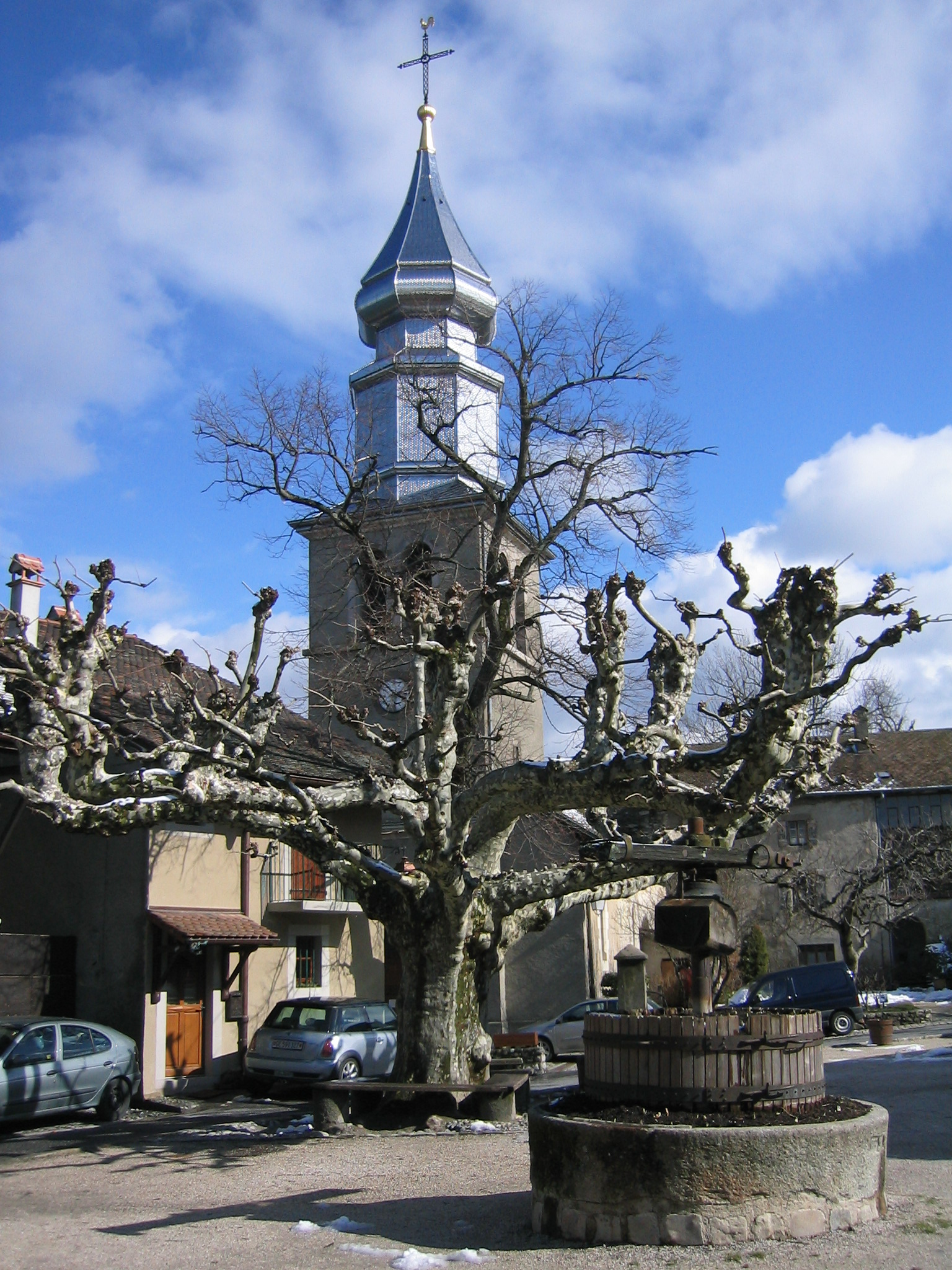
De kerk
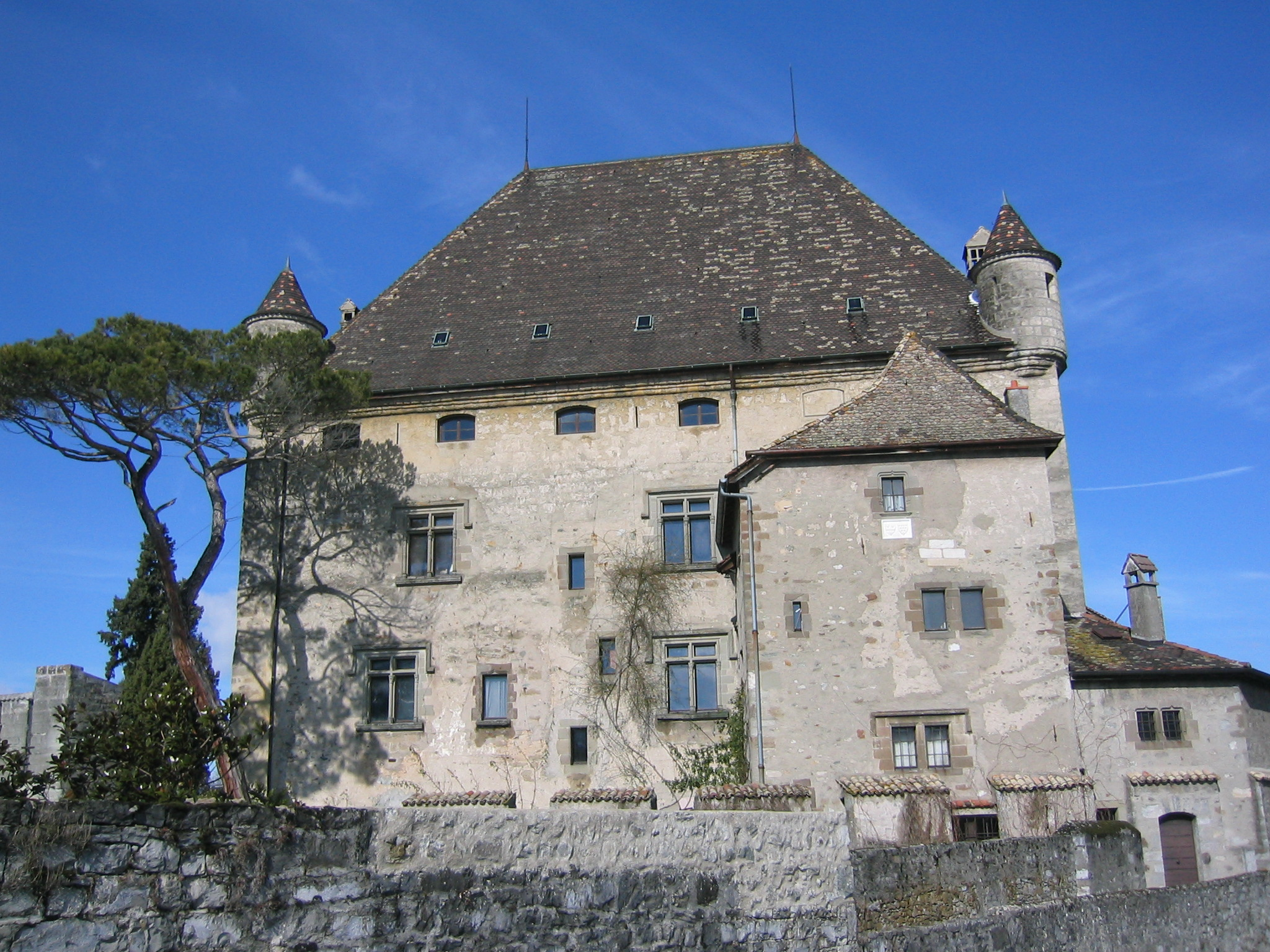
Een kasteel
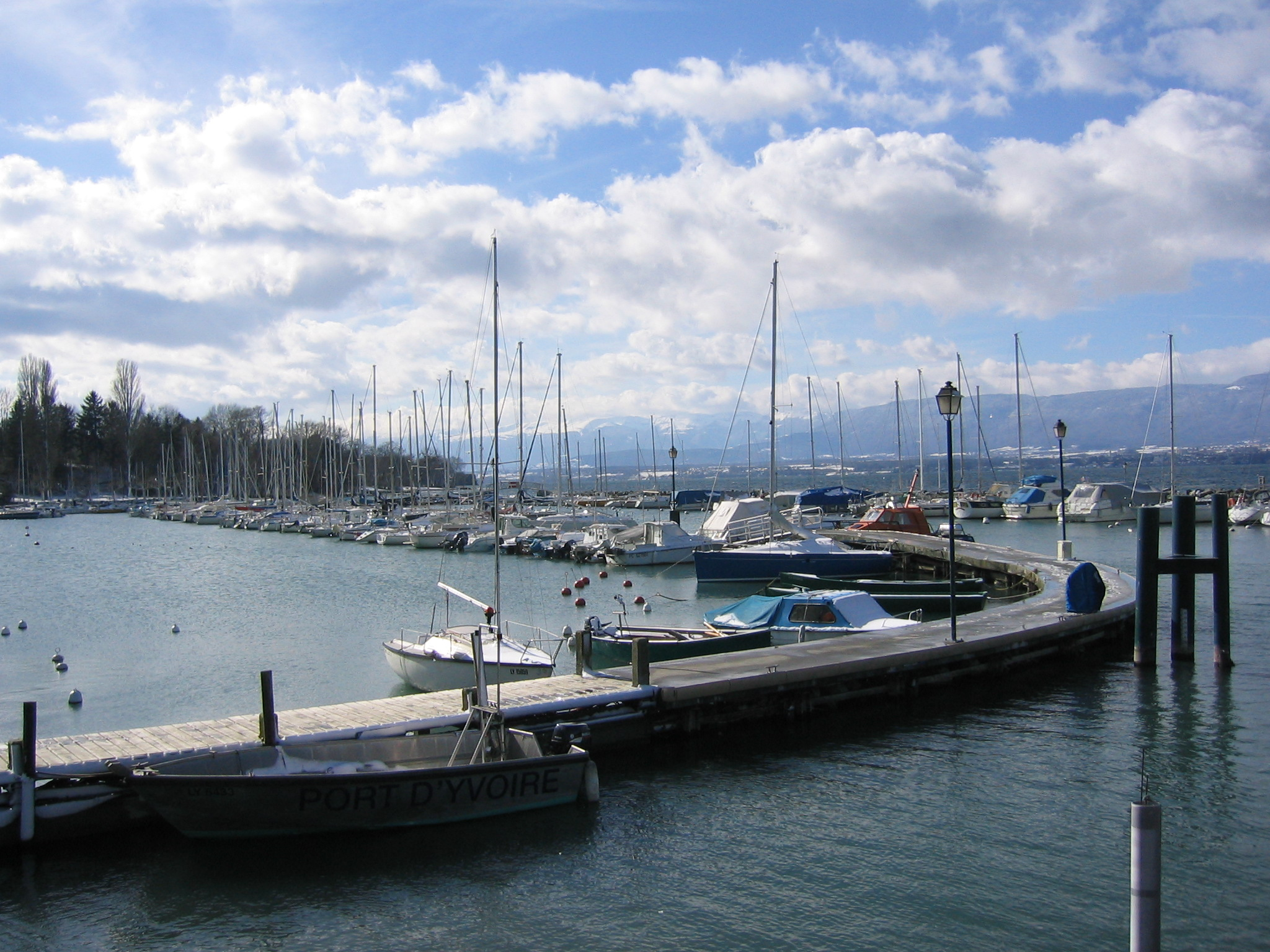
De haven